# بيتي غرايمز
بيتي غرايمز (بالإنجليزية: Betty Grimes)‏ هي غطاسة أمريكية، ولدت في 25 أكتوبر 1899، وتوفيت في 18 مارس 1976.

## وصلات خارجية
- بيتي غرايمز على موقع أوليمبيديا (الإنجليزية)